# Седова, Марианна Николаевна
Мариа́нна Никола́евна Седо́ва (род. 19 июля 1946 года, Москва) — солистка балета Большого театра, балетный педагог, директор Академии Хореографии, балетмейстер.

## Биография
Марианна Седова родилась в московской семье геофизика Николая Седова и художницы Тамары Викторовны Малеванской, из дворянского рода Малеванских, разорённого во время революции большевиками. Тамара сожгла документы, подтверждающие её рождение, какое-то время жила в Ялте, а затем вышла замуж за Николая Седова, в браке с которым родились две дочери: Марианна (1946) и Елена (1949).
Отец Марианны, Николай Яковлевич Седов, учёный-исследователь строения земли для дальнейшего возведения сооружений, был командирован Советским правительством в Пекин, где семья и пребывала до 1957 года.
Марианна Седова начала заниматься балетом в Пекине, а по возвращении семьи в Москву, в возрасте 12 лет поступила в Московское хореографическое училище, после окончания которого, в 1964 году была принята в труппу Большого театра.
В репертуаре танцовщицы были сольные партии в балетах:
«Дон Кихот» (Цыганский, Болеро) и «Лебединое озеро» П. И. Чайковского, в балетном акте оперы «Хованщина» (персидка), «Половецкие пляски», «Ромео и Джульетта» С. С. Прокофьева (Капулетти).
Репетировала сцену из балета «Жизель» с Галиной Улановой. Показала себя артисткой с глубоким драматическим дарованием. На гастролях советского балета за рубежом ставилась на афишу, как символ «Русского танца». В Национальном балете Аргентины в Театр Колон запомнилась публике в Балете «Свадебка» на музыку Стравинского .
Супругом Марианны Седовой в 1969 году стал балетмейстер — Александр Плисецкий, в браке с которым родилась дочь Анна.

## Педагог и балетмейстер
С 1985 года Марианна Седова была хореографом российской сборной по фигурному катанию под руководством Светланы Алексеевой, ученицы Татьяны Тарасовой. Осуществила несколько успешных постановок для ведущих танцевальных пар на льду.
С 1992 года по настоящее время — директор Академии Хореографии. Педагог, признанный, как «выпускающий звёзд балета».
Среди её учениц: А. Куркова (выпуск 2002 года — ГАБТ), О.Сизых (выпуск 2002 года — театр имени К. С. Станиславского), Лидия Чернобельская (выпуск 2002 года — Кремлёвский балет), Александра Лезина (выпуск 2002 года — Московский Классический балет), Татевик Багдасарян — (выпуск 2007 года — «Mockow Citi Ballet»).
Преподавала во многих странах мира, в том числе в Испании.
Среди постановок
- 2000 — «Утешение» на музыку Ференца Листа (Премьера в концертом зале «Россия»)
- 2003 — «Редкие птицы» на музыку Майка Олдфилда «The Source of Secrets» (Премьера в ГЦКЗ «Россия»)
- 2007 — «Memories of Tomorow» на музыку Даниила Крамера, из спектакля «Город глазами джаза» (Премьера в Концертном зале Чайковского)[8].

## Фильмография
- 1974 — Анна Каренина (фильм-балет) — (Роль — Бетси)[9]

## Награды
- 2001 — Специальный Приз на IX Международном конкурсе артистов балета и хореографов[10]
- 2006 — Золотая медаль Натальи Сац
- 2007 — Орден «Слава Нации»